# Anja Händén
Anja Händén, född 28 december 2003, är en svensk paraidrottare som tävlar i bordtennis för Halmstad Bordtennisklubb.

## Karriär
Anja Händén tog 2023 brons i mixed dubbel EM-brons tillsammans med Jonas Hansson. Hon spelar för Halmstad i pingisligan för icke-funktionshindrade.